# Richard Yuricich
Richard Yuricich (* 23. Dezember 1942 in Lorain, Ohio, USA) ist ein US-amerikanischer Spezialeffekt-Experte und Kameramann.

## Leben und Werk
Richard Yuricich wirkte vor allem an Science-Fiction-Filmproduktionen mit und wurde drei Mal für den Oscar in der Kategorie Beste visuelle Effekte nominiert. Für seine Mitwirkung an Star Trek: Der Film erhielt er den Saturn Award in der Kategorie Beste Spezialeffekte.
Richard Yuricichs Interesse an Visuellen Effekten begann in den 1960er Jahren zunächst als Amateurfotograf. Während seiner Tätigkeit beim Rüstungshersteller Litton Industries (u. a. Elektronik für den Lockheed F-104) nahm er 1967 das Angebot wahr, unter der Leitung von Bill Meléndez als Trickfilmzeichner an der Serie Die Peanuts zu arbeiten. Kurz darauf folgte 1968 mit 2001: Odyssee im Weltraum sein erstes Großprojekt.
In den folgenden Jahrzehnten war er bei Produktionen wie Unheimliche Begegnung der dritten Art oder seiner vielleicht bekanntesten Arbeit Blade Runner für die Kameraarbeit zuständig. Mit an diesen beiden Filmen beteiligt war auch sein Bruder Matthew Yuricich, ein Matte Painter. The Losers aus dem Jahre 2010 ist Richard Yuricichs bisher letzter Film.
Nach eigener Aussage gehört er zu den „Abgängern der Klasse von 2001“. Da Richard Yuricich praktisch keine Interviews gibt und als „pressescheu“ gilt, ist über den Hintergrund seiner Arbeiten und sein Privatleben nur sehr wenig bekannt.

## Auszeichnungen
- 1978 – Oscar – Nominierung in der Kategorie Beste visuelle Effekte für Unheimliche Begegnung der dritten Art
- 1980 – Oscar – Nominierung in der Kategorie Beste visuelle Effekte für Star Trek: Der Film
- 1980 – Saturn Award – Auszeichnung in der Kategorie Beste Spezialeffekte für Star Trek: Der Film
- 1983 – Oscar – Nominierung in der Kategorie Beste visuelle Effekte für Blade Runner
- 1983 – Saturn Award – Nominierung in der Kategorie Beste Spezialeffekte für Blade Runner
- 1983 – BAFTA – Nominierung in der Kategorie Beste visuelle Effekte für Blade Runner
- 1992 – Saturn Award – Nominierung in der Kategorie Beste Spezialeffekte für Bill & Ted’s verrückte Reise in die Zukunft
- 2001 – Golden Satellite Award – Auszeichnung in der Kategorie Beste Visuelle Effekte für Mission: Impossible II

## Filmografie
| - 1968 – 2001: Odyssee im Weltraum - 1972 – Lautlos im Weltraum - 1973 – Expedition in die Zukunft - 1975 – Unter Wasser stirbt man nicht - 1977 – Unheimliche Begegnung der dritten Art - 1979 – Star Trek: Der Film - 1982 – Blade Runner - 1983 – Projekt Brainstorm - 1989 – Feld der Träume - 1990 – Ghost Dad – Nachrichten von Dad - 1990 – Beinahe ein Engel | - 1995 – Alarmstufe: Rot 2 - 1996 – Mission: Impossible - 1997 – Event Horizon – Am Rande des Universums - 2000 – Mission: Impossible II - 2002 – Resident Evil - 2005 – Empire Falls - 2007 – The Reaping – Die Boten der Apokalypse - 2007 – '77 - 2009 – Orphan – Das Waisenkind - 2009 – Whiteout - 2010 – The Losers |